# Amedeo Sandrini
Amedeo Sandrini (Sesto al Reghena, 14 ottobre 1866 – Roma, 26 dicembre 1936) è stato un avvocato e politico italiano.

## Biografia
Nel corso del suo mandato elettivo alla Camera dei deputati propose per un primo progetto di legge per superare l’autorizzazione maritale (che vincolava alla volontà del coniuge la possibilità delle mogli di gestire il patrimonio familiare e gli stessi beni personali): il testo, che nel giugno 1916 sarebbe confluito in un unico progetto di legge con l’analoga proposta del socialista Giuseppe Canepa, fu l'antecedente della "legge Sacchi", con cui nel 1919 si addivenne all'abolizione dell’articolo 134 del Codice civile, che quell'autorizzazione prevedeva.
Fu suo anche l'emendamento che inserì, nel disegno di legge Nitti-Matteotti all'esame della Camera dei deputati il 19 novembre 1920, per la prima volta in Italia il riconoscimento del voto alle donne nelle elezioni amministrative. Il disegno di legge decadde al Senato del Regno per la cessazione anticipata di quella legislatura.